# Орлов Іван Олексійович
Орлов Іван Олексійович (нар.1795 — пом.23 грудня 1874) — генерал-лейтенант, генерал-ад'ютант, похідний отаман донських козачих полків, власник великого українського маєтку Матусів.

## Біографія

### Родина
Батько генерал-майор, командувач лейб-гвардії Козацького лейб-гвардії полку Орлов Олексій Петрович походив з дворян Війська Донського, брат Василя Петровича Орлова — отамана Війська Донського. Після виходу у відставку у 1804 році мешкав в маєтку в Матусові, де й помер у віці 84 роки і був похований біля побудованої ним у 1812–1818 рр. церкви Вознесіння.
Мати Наталка Красностакова з дворян Війська Донського.

### Військова служба
В одинадцять років, 20 грудня 1806 року, був зарахований на службу козаком в мобільну міліцію, в якій і перебував до її розформування, виховуючись одночасно в одному з приватних навчальних закладів. 4 листопада 1811 йому присвоєно чин хорунжого з переведенням корнетом в Козацький лейб-гвардії полк.
З настанням Франко-російської війни 1812 року, Орлов взяв у ній активну участь і за вмілі дії, виявлені у багатьох битвах, був нагороджений  орденами Святої Анни 4-го ступеня і 3-го ступеня з бантом; за Бородінську битву, в якій був поранений кулею в ліву ногу, 19 грудня отримав золоту шаблю з написом «За хоробрість».
У наступному 1813 році, Орлов брав участь в цілій низці битв з французами, в тому числі при Лютцені та Бауцені, і за битву під Лейпцигом був нагороджений орденом св. Володимира 4-го ступеня з бантом. У кампанії 1814 року Орлов особливо відзначився у битві в околицях Фер-Шампенуаз і завершив свою участь у війнах проти Наполеона взяттям Парижа.
Отримавши 7 липня 1819 року звання ротмістра, Орлов чотири роки по тому був вже полковником, а 25 червня 1828 року був призначений флігель-ад'ютантом. В 1828–1829 році Орлов перебував на Дунаї в битвах з турками і супроводжував імператора Миколу I під час його поїздки в діючу армію. 5 травня 1829 року Орлов був призначений командувачем Козацького лейб-гвардії полку, яким командував до 11 травня 1830 року.
Незабаром Орлов взяв участь у придушенні національно-визвольної боротьби польського народу, і за вмілі дії в боях під Остроленкою і Варшавою був нагороджений орденом св. Володимира 3-го ступеня та польським орденом «Virtuti Militari» 2-го ступеня.
28 серпня 1831 року Орлов був підвищений в генерал-майори (із посадою з 30 березня 1834 року); 22 січня 1835 року звільнений у відставку.
30 серпня 1837 року Орлов повернувся на службу і в січні 1838 року був призначений похідним отаманом козачих полків, що перебували при Окремому Кавказькому корпусі. Брав участь у походах проти горців. 11 грудня 1840 року він за сумлінну вислугу 25 років в офіцерських чинах був нагороджений орденом св. Георгія 4-го ступеня (№ 6184 по кавалерському списку Григоровича — Степанова).
Орлов скоро придбав повагу і симпатії кавказького суспільства, і останнє в 1846 році обрало його окружним генералом першого військового округу; цю почесну посаду він займав більше двох років. 6 липня 1855 року Орлов був призначений похідним отаманом козачих полків при середній армій, а п'ять років по тому, 19 листопада 1860 року, написані відбулося призначення його похідним отаманом Донських козацьких полків, що перебували при першій армії, якусь посаду він займав близько десяти років, причому 17 липня 1861 року було підвищений в генерал-лейтенанти.
Призначений 19 лютого 1870 року генерал-ад'ютантом з відрахуванням від посади похідного отамана, Орлов в цьому званні залишався до самої своєї смерті.

### Цивільні заслуги
Крім орденів за бойові заслуги, Орлов мав ордена св. Станіслава 1-го ступеня (1848 рік), св. Анни 1-го ступеня (1856 рік), св. Володимира 2-го ступеня з мечами (1865 рік) і Білого Орла (1867 рік).

### Сім'я
Був одружений з Єліконідою Петрівною Мусіною-Пушкіною (нар.1810 — пом.1896), донькою Петра Клавдієвича Мусіна-Пушкіна та Анни Іванівни Штерич. В шлюбі мали сина і шістьох доньок:
- Давид Іванович (нар.1840 — пом.1916), дослужився до чину генерал-лейтенанта і в 1885–1891 роках був головою дворянства Області Війська Донського.
- Наталія Іванівна (нар.1832 — пом.1928), одружена з M. П. Лопухіним.
- Софія Іванівна, одружена з князем О. С. Кудашевим, (нар.1830 — пом.1877), директором приватного банка в Києві.[2]
- Анна Іванівна (нар.1833 — пом.1923)
- Еліконіда Іванівна (нар.1835 — пом.1915)
- Ольга Іванівна (нар.1844 — пом.1930), в шлюбі з А. А. Лопухіним.
- Елеонора Іванівна (нар.1847 — пом.1939), з 1867 року одружена з графом Є. П. Комаровським; донька Анна, дружина князя Сергія Горчакова.